# Edolisoma holopolium
Edolisoma holopolium là một loài chim trong họ Campephagidae.